# AUTOEXEC.BAT
AUTOEXEC.BAT는 MS-DOS 운영 체제에서 찾을 수 있는 시스템 파일의 이름이다. 순수 문자열이 담긴 배치 파일이며 시동 장치의 루트 디렉터리에 위치해 있다. 이 파일의 이름은 "automatic (자동)"과 "execution (실행)"을 합친 것이며, 시스템이 시작할 때 자동으로 명령어들을 실행할 수 있도록 도와 주는 기능을 제공한다.

## 사용법
윈도우 95와 윈도우 98에서 쓰이는 MS-DOS 버전 7.x을 포함한 모든 버전의 도스는 컴퓨터가 시동하면 AUTOEXEC.BAT를 불러들인다. 윈도우 미는 환경 변수만 읽어 들이고 나머지 부분들을 사용하지 않지만 일종의 패치를 사용하여 AUTOEXEC.BAT의 모든 내용을 불러올 수 있다.
도스에서 이 파일은 운영 체제가 시동되면서 CONFIG.SYS가 처리된 뒤에 실행된다. 윈도우 NT와 그것을 잇는 윈도우 XP와 윈도우 비스타는 사용자가 로그온할 때 AUTOEXEC.BAT의 일부 내용만을 불러 실행한다. 윈도우 미의 경우 환경 변수만 읽어 들이고 나머지는 읽어 들이지 않는다. CONFIG.SYS와 달리 AUTOEXEC.BAT의 명령어들은 도스 프롬프트에서 입력할 수도 있다. 컴퓨터가 켜지면 자동으로 실행되게끔 도와 주는데 내용에는 표준 명령어들로 이루어져 있을 뿐이며 일괄 파일을 포함할 수 있다.
AUTOEXEC.BAT는 키보드, 사운드 카드, 프린터, 그리고 임시 파일의 위치와 같은 환경 변수를 설정하는 데에 가장 흔히 사용된다.
낮은 수준의 시스템 유틸리티들을 실행하는 데에도 쓰일 수 있다:
- 바이러스 검사 프로그램
- 디스크 캐시 소프트웨어 - SMARTDRV.EXE (시스템의 속도가 빨라진다)
- 마우스 드라이버 - 보통 MOUSE.COM
- 키보드 드라이버
- CD 드라이버 - 보통 MSCDEX.EXE
- 기타 장치 드라이버

도스가 흔히 쓰이던 당시, 한국에는 많은 컴퓨터들이 Mdir을 사용하였는데 컴퓨터가 시동되자마 마자 Mdir이 실행되곤 했다. 이것도 AUTOEXEC.BAT의 마지막 줄에 Mdir이라는 프로그램이 등록되어 있었기 때문이다.

## 예

### MS-DOS
초기 버전의 도스에서, AUTOEXEC.BAT는 기본적으로 매우 단순하였다. XT 계열의 컴퓨터들은 배터리 백업형 실시간 시계를 기본으로 채용하고 있지 않았으므로, 초기 PC에는 DATE와 TIME 명령어가 필수적으로 들어가 있었다.
```
 
ECHO
 OFF
 
CLS

 
DATE

 
TIME

 
VER

```

미국 외 국가들에선 키보드 드라이버 (프랑스어 키보드를 위한 KEYBFR와 같이) 또한 포함되었다. 나중에 나온 버전들은 자주 수많은 서드 파티 장치 드라이버들과 더불어 확장되었다. 아래에는 기본 도스 5.x 형식의 AUTOEXEC.BAT 구성이며, 필수적인 명령어들만 포함하고 있다:
```
 
@
ECHO
 OFF
 
PROMPT
 $P$G
 
PATH
=C:\DOS;C:\WINDOWS
 
SET
 
TEMP
=
C:\TEMP
 
SET
 
BLASTER
=
A220 I7 D1 T2
 LH SMARTDRV.EXE
 LH DOSKEY
 LH MOUSE.COM /Y
 WIN

```

이러한 구성은 윈도 시작 전에 공통 환경 변수를 설정하고, 디스크 캐시 SMARTDRIVE를 불러들이며 (6째줄), 공통 디렉터리를 기본 경로로 설정하고, 도스 마우스 및 키보드 드라이버를 시작한다. PROMPT 명령어($P$G 변수 포함)는 도스 프롬프트를 기본적인 "C>" 대신에 "C:\>"로 설정해 준다.
일반적으로 .sys 파일들은 CONFIG.SYS에서 호출되며, MS-DOS 5x에서 제공했던 SMARTDRIVE와 같은 디스크 캐시 소프트웨어와 같은 .exe 프로그램들은 AUTOEXEC.BAT 파일에서 불러들였다. 마우스와 같은 일부 장치들은 CONFIG.SYS 안에서 .sys 파일로 불러들이거나 AUTOEXEC.BAT에서 .com 파일로 불러들일 수 있다. 이는 제조업체에 따라 다르다.
"REM" 문자열로 시작하는 줄은 주석을 뜻하며 AUTOEXEC.BAT에서 이 줄을 일시적으로 사용하지 않겠다는 것을 말한다. 이와 비슷한 대체 문자열로 두 개의 콜론 (::)을 사용할 수 있다.
MS-DOS 6 이상에서, 도스 시동 메뉴를 설정할 수 있다. 다양한 프로그램들을 위한 최적의 시동 구성을 사용자가 정할 수 있기 때문에 큰 도움이 된다. 이를테면 도스 게임을 위한 메뉴와 윈도를 위한 메뉴를 따로 지정할 수 있다. (CONFIG.SYS 글에서 이어짐)
```
 
@
ECHO
 OFF
 
PROMPT
 $P$G
 
PATH
=C:\DOS;C:\WINDOWS
 
SET
 
TEMP
=
C:\TEMP
 
SET
 
BLASTER
=
A220 I7 D1 T2
 
GOTO
 
%CONFIG%

 
:
WIN

  LH SMARTDRV.EXE
  LH MOUSE.COM /Y
  WIN
 
GOTO
 
END

 
:
XMS

  LH SMARTDRV.EXE
  LH DOSKEY
  
GOTO
 
END

 
:
END

```

GOTO %CONFIG% 줄은 도스가 CONFIG.SYS 안에 정의해 둔 메뉴 항목을 찾아 본다. 그 뒤에, 이러한 프로파일들은 여기에 이름이 붙여져서 원하는 지정 드라이버와 유틸리티로 구성된다. 각 지정 구성의 끝에, GOTO 명령어를 사용하여(GOTO END로 지정되어 있음) 도스가 :END 섹션으로 끝나게 된다. :END 뒤의 항목은 모든 프로파일에서 쓰인다.

## 문제점
도스 위에 윈도 버전을 실행할 때 문제점들 가운데 하나는 기본 메모리의 부족이다. 이것은 초기 x86 프로세서의 아키텍처 설계에 기인한 것이며 1024 킬로바이트, 곧 효과적인 640킬로바이트의 메모리에 주소를 매길 수 있다. 이것이 나중에 새로운 프로세서 모드가 포함된 반면, 도스는 낮은 수준의 AUTOEXEC.BAT 형식 드라이버를 확장 메모리로 불러오지는 못했다. 이를 위해 사용자들은 LH 명령어를 사용해야 했다.

## 같이 보기
- COMMAND.COM
- MS-DOS